# Serrasalmus

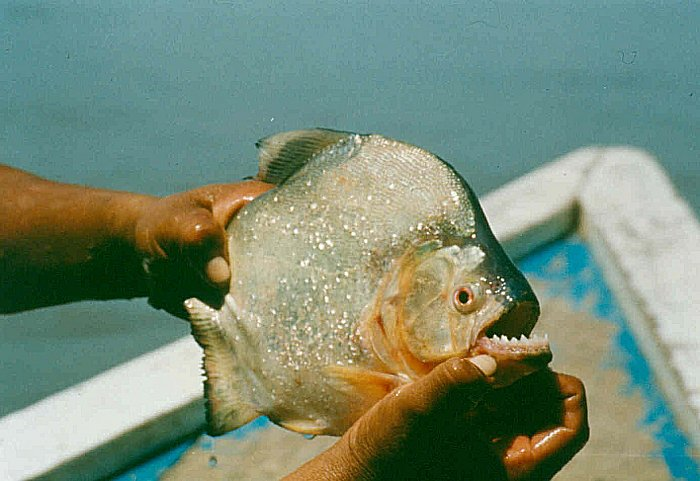
Zástupce druhu Serrasalmus rhombeus.

Serrasalmus je rod piraní z podčeledi Serrasalminae a čeledi Tetrovití (Characidae). Jedná se o dravé ryby schopné v houfu usmrtit a sežrat i středně velké obratlovce. Příkladem je druh S. rhombeus, u něhož byl v roce 2021 experimentálně zjištěn čelistní stisk o síle kolem 320 newtonů.

## Známé druhy
- Serrasalmus altispinis (piraňa vysokoploutvá)
- Serrasalmus altuvei (piraňa venezuelská)
- Serrasalmus auriventris
- Serrasalmus baratai
- Serrasalmus brandtii (piraňa Brandtova)
- Serrasalmus compressus (piraňa stlačená)
- Serrasalmus eigenmanni (piraňa Eigenmannova)
- Serrasalmus elongatus (piraňa protažená)
- Serrasalmus emarginatus
- Serrasalmus geryi (piraňa Géryho)
- Serrasalmus gibbus (piraňa hrbatá)
- Serrasalmus gouldingi (piraňa Gouldingova)
- Serrasalmus hastatus (piraňa hrálovitá)
- Serrasalmus hollandi (piraňa Hollandova)
- Serrasalmus humeralis (piraňa příčnopruhá)
- Serrasalmus irritans (piraňa čilá)
- Serrasalmus maculatus(piraňa skvrnitá)
- Serrasalmus manueli (piraňa Manuelova)
- Serrasalmus marginatus (piraňa vroubená)
- Serrasalmus medinai (piraňa guárická)
- Serrasalmus nalseni (piraňa Nalsenova)
- Serrasalmus neveriensis (piraňa neverinská)
- Serrasalmus nigricans (piraňa černající)
- Serrasalmus nigricauda
- Serrasalmus odyssei
- Serrasalmus rhombeus (piraňa stříbřitá)
- Serrasalmus sanchezi (piraňa Sanchezova)
- Serrasalmus scotopterus
- Serrasalmus serrulatus (piraňa pilovitá)
- Serrasalmus spilopleura (piraňa maraňonská)
- Serrasalmus stagnatilis
- Serrasalmus undulatus

### Sporná řazení

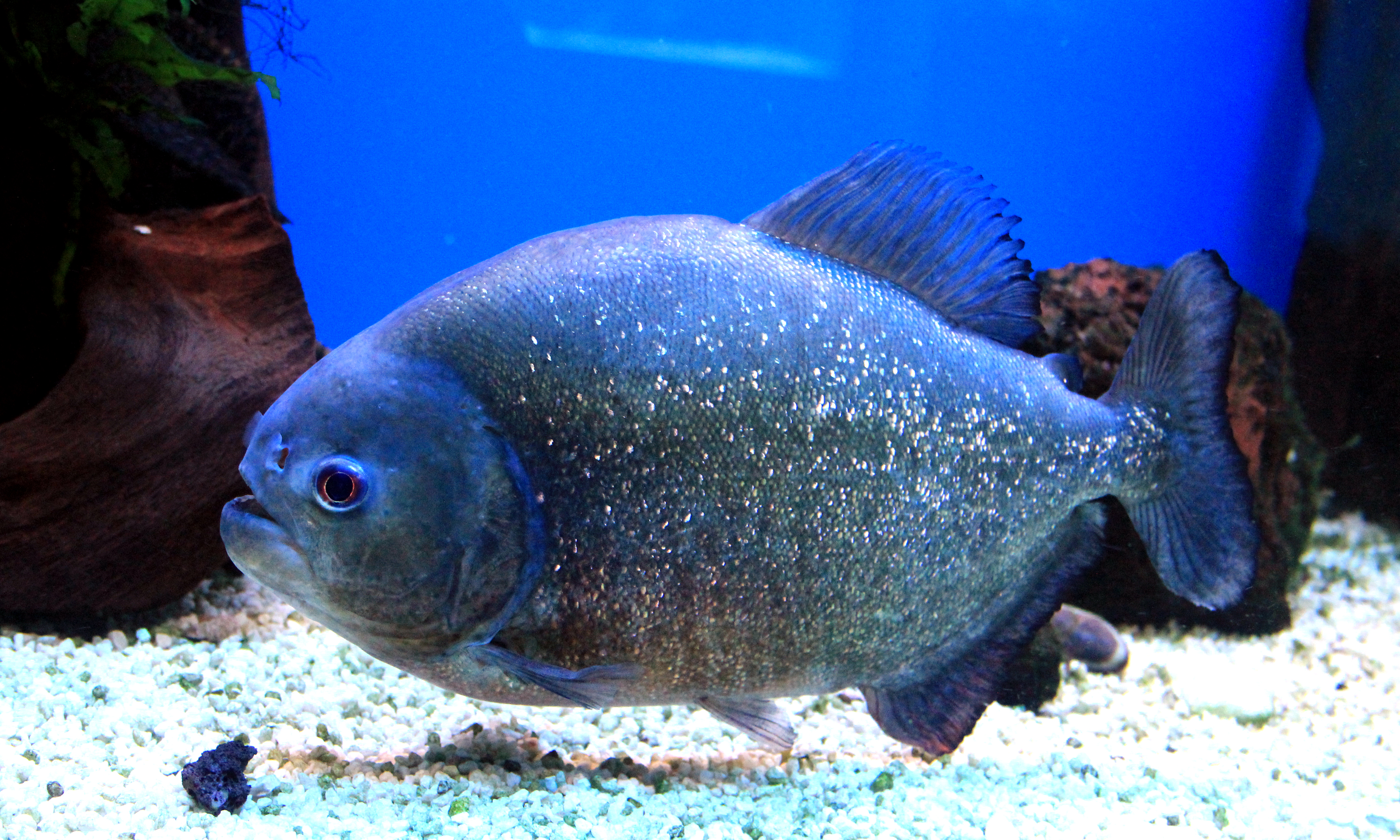
Pygocentrus nattereri

- Pygocentrus nattereri (Kner, 1858); alternativně mimo jiné jako Serrasalmus altus (Gill, 1870), resp. Serrasalmus nattereri, resp. Serrasalmus ternetzi[2] (piraňa červená, piraňa diamantová, piraňa Nattererova, tetra pilovitá Nattererova, trnobřich hltavý[2] či piraňa obecná[3])

## Reflexe v kultuře
Podle tohoto rodu je pojmenován českobudějovický Serrasalmus, jediný oficiální klub podvodního hokeje v ČR.